# نیروهای عملیات ویژه اردن
نیروهای عملیات ویژه اردن (عربی: العمليات الخاصة ورد الفعل السريع) یگان نیروهای ویژه زیرمجموعه نیروهای مسلح اردن است، که در سال ۱۹۶۳ تأسیس شد.